# Jeanne de Blois-Châtillon
Pour les articles homonymes, voir Blois (homonymie) et Châtillon.
Jeanne de Châtillon, née vers 1253, morte le 29 janvier 1292, à Blois, est comtesse de Blois, de Chartres et Châteaudun, dame de Guise, fille de Jean de Châtillon et d'Alix de Bretagne.

## Biographie

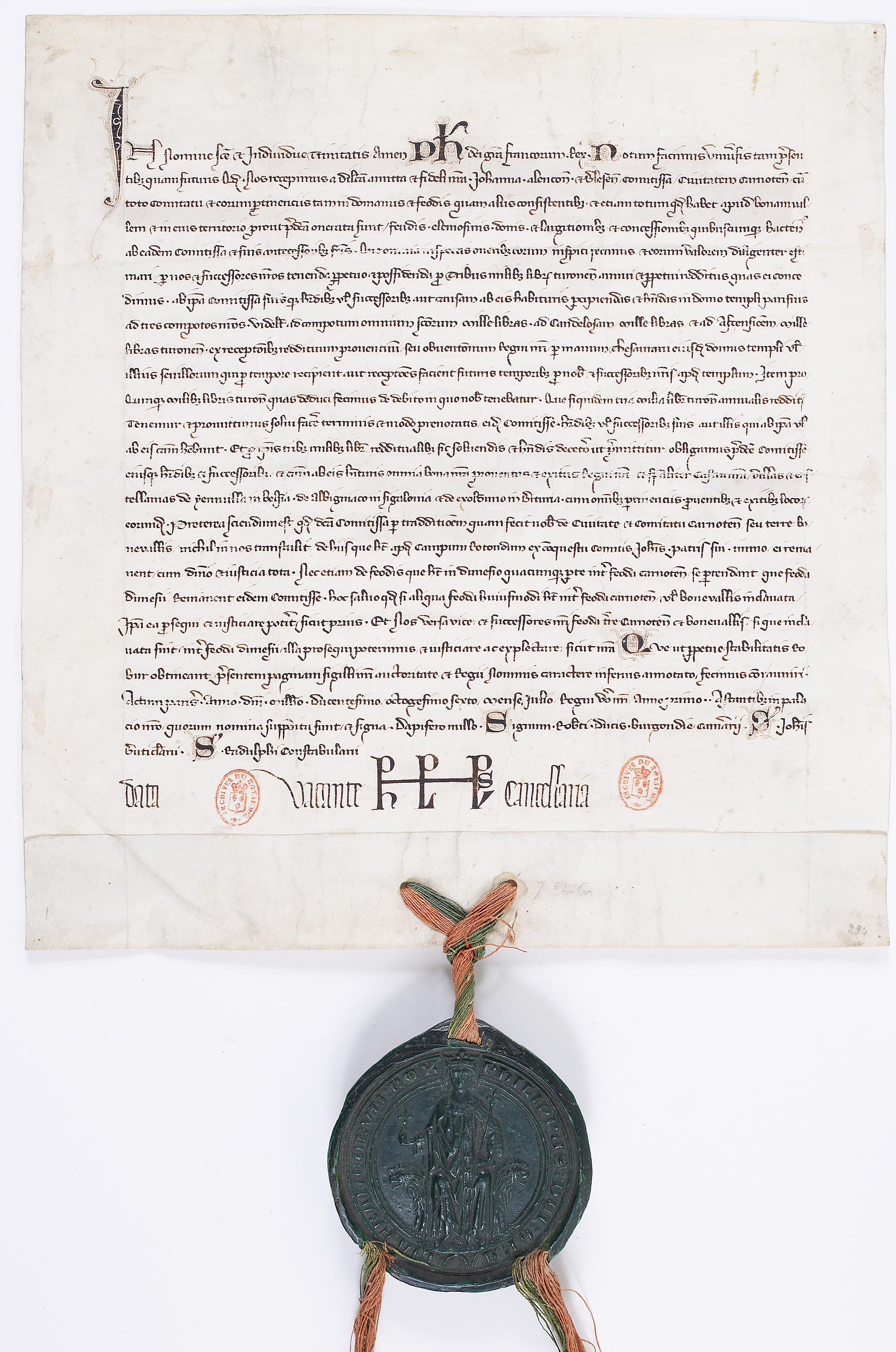
Le roi de France, Philippe IV le Bel achète le comté de Chartres à sa tante Jeanne de Blois-Châtillon. Paris, Juillet 1286, Archives nationales de France.

### Mariage et descendance
Promise en 1263, vers l'âge de 9 ans, à Pierre Ier d'Alençon, âgé de 12 ans, comte d'Alençon, cinquième fils de Saint-Louis, et mariés en 1272, ils ont :
- Louis (° 1276 † 1277) ;
- Philippe (° 1278 † 1279).

### La comtesse Jeanne
Veuve en 1283, elle vend trois ans plus tard le comté de Chartres (que possède sa famille depuis Thibaud le Tricheur) au roi Philippe IV le Bel.
Jeanne reste dans les mémoires pour ses donations considérables en faveur de monastères ou d'hôpitaux. Les historiens blésois Bergevin et Dupré mentionnent une dépense totale d'au moins 120 000 livres de sa part. Elle est par ailleurs celle qui a agrandi la législation sur la chasse en autorisant tous les habitants du comté à la pratiquer –contre les seuls nobles et gentilshommes auparavant.

### Décès et testament
Elle rédige son testament le 9 janvier 1291, tombe malade vers la fin du mois, et atteinte d'une pleurésie, décède le 29 âgée d'environ 38 ans. La veille de sa mort, elle demande que son corps soit inhumé aux Cordeliers et son cœur aux Jacobins, tous deux à Paris. On ignore la raison pour laquelle son corps fut inhumé à l'abbaye de la Guiche (dans son comté de Blois), où l'on voit son tombeau sans épitaphe, auprès de ses parents, fondateurs de ladite abbaye, alors que son cœur a été transporté aux Jacobins de la capitale.
Ses héritiers sont ses cousins germains, les fils de Guy de Châtillon : Hugues II de Châtillon († v. 1303), comte de Saint-Pol, Guy († 1342) et Jacques († 1302), ainsi que Gaucher de Châtillon, leur cousin.

## Généalogie simplifiée

### Degré de consanguinité
Par l'union de ses parents, Jeanne présentait un degré relativement important de consanguinité. Notamment, Jeanne était doublement descendante du comte Thibaut IV de Blois (son père par la branche de Blois-Châtillon et sa mère par celle de Blois-Champagne), alors que même que chacune de ses branches ont été liées à la dynastie des Capétiens avec les mariages des princesses Marie et Alix, filles de Louis VII, aux fils de Thibaud IV, auteurs desdites branches.